# Öppet vatten-simning vid världsmästerskapen i simsport 2023
Öppet vatten-simning vid världsmästerskapen i simsport 2023 avgjordes mellan den 15 och 20 juli 2023 vid Seaside Momochi Beach Park i Fukuoka i Japan.

## Program
Det tävlades i fem grenar.
Alla tider är lokala (UTC+9).
| Datum        | Tid   | Omgång          |
| ------------ | ----- | --------------- |
| 15 juli 2023 | 08:00 | Damernas 10 km  |
| 16 juli 2023 | 08:00 | Herrarnas 10 km |
| 18 juli 2023 | 08:00 | Damernas 5 km   |
| 18 juli 2023 | 10:00 | Herrarnas 5 km  |
| 20 juli 2023 | 08:00 | 6 km lag        |

## Medaljörer

### Herrar
| Gren              | Guld                       | Guld      | Silver                       | Silver    | Brons                     | Brons     |
| 5 km Detaljer...  | Florian Wellbrock Tyskland | 53.58,0   | Gregorio Paltrinieri Italien | 54.02,5   | Domenico Acerenza Italien | 54.04,2   |
| 10 km Detaljer... | Florian Wellbrock Tyskland | 1:50.40,3 | Kristóf Rasovszky Ungern     | 1:50.59,0 | Oliver Klemet Tyskland    | 1:51.00,8 |

### Damer
| Gren              | Guld                 | Guld      | Silver                              | Silver    | Brons                       | Brons     |
| 5 km Detaljer...  | Leonie Beck Tyskland | 59.31,7   | Sharon van Rouwendaal Nederländerna | 59.32,7   | Ana Marcela Cunha Brasilien | 59.33,9   |
| 10 km Detaljer... | Leonie Beck Tyskland | 2:02.34,0 | Chelsea Gubecka Australien          | 2:02.38,1 | Katie Grimes USA            | 2:02.42,3 |

### Lag
| Gren            | Guld                                                                              | Guld      | Silver                                                            | Silver    | Brons                                                              | Brons     |
| Lag Detaljer... | Italien Barbara Pozzobon Ginevra Taddeucci Domenico Acerenza Gregorio Paltrinieri | 1:10.31,2 | Ungern Bettina Fábián Anna Olasz Kristóf Rasovszky Dávid Betlehem | 1:10.35,3 | Australien Chelsea Gubecka Moesha Johnson Nicholas Sloman Kyle Lee | 1:11.26,7 |

## Medaljtabell
*   Värdland ( Japan)
| Nr                  | Nation              | Guld | Silver | Brons | Totalt |
| ------------------- | ------------------- | ---- | ------ | ----- | ------ |
| 1                   | Tyskland            | 4    | 0      | 1     | 5      |
| 2                   | Italien             | 1    | 1      | 1     | 3      |
| 3                   | Ungern              | 0    | 2      | 0     | 2      |
| 4                   | Australien          | 0    | 1      | 1     | 2      |
| 5                   | Nederländerna       | 0    | 1      | 0     | 1      |
| 6                   | Brasilien           | 0    | 0      | 1     | 1      |
| 6                   | USA                 | 0    | 0      | 1     | 1      |
| Totalt (7 nationer) | Totalt (7 nationer) | 5    | 5      | 5     | 15     |